# Heide-Segge
Die Heide-Segge (Carex ericetorum) ist eine Pflanzenart aus der Gattung der Seggen (Carex) innerhalb der Familie der Sauergräser (Cyperaceae).

## Beschreibung

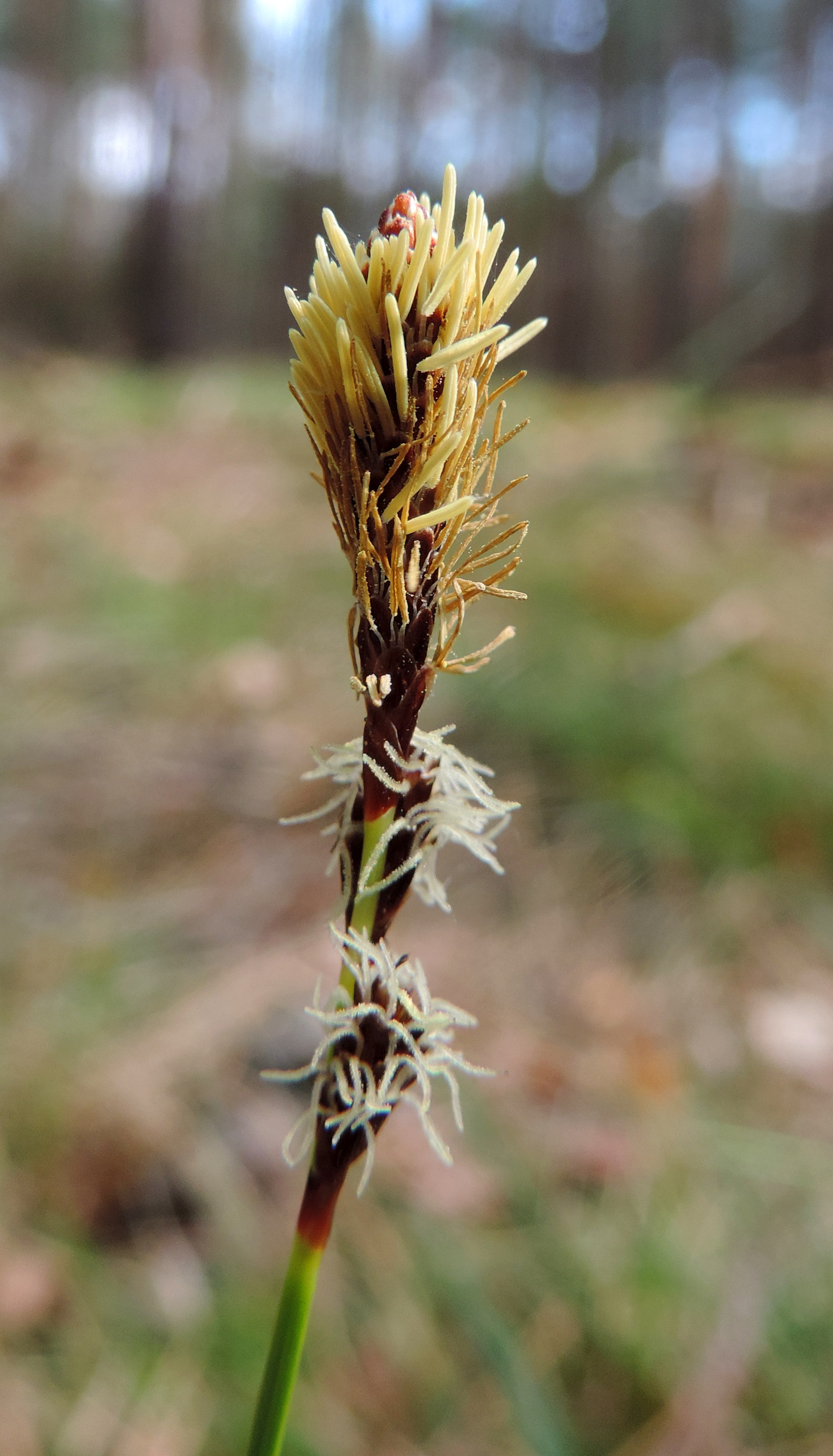
Blütenstand

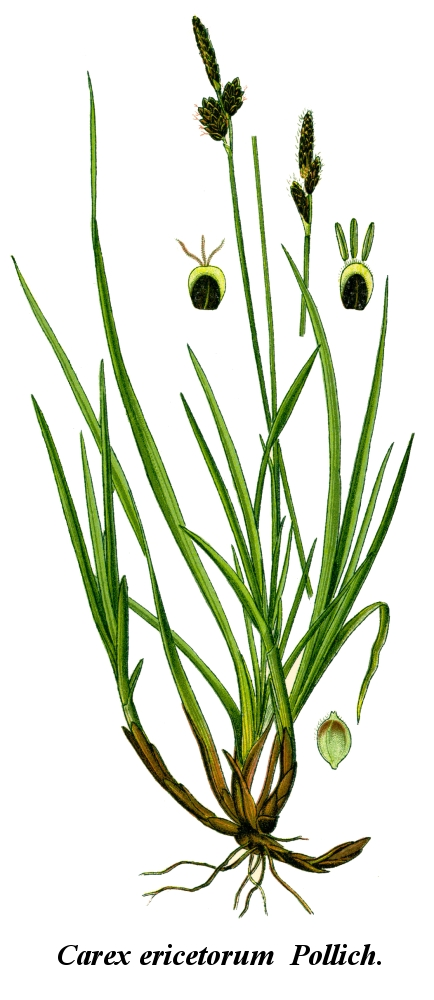
Heide-Segge (Carex ericetorum), Illustration

### Vegetative Merkmale
Die Heide-Segge ist eine wintergrüne, ausdauernde krautige Pflanze und erreicht Wuchshöhen von 5 bis 20, selten bis zu 40 Zentimetern. Sie bildet kurze Ausläufer. Die steif aufrechten oder bogig aufsteigenden Stängel sind kaum 1 Millimeter dick, stumpf-dreikantig und leicht rau. Die grundständigen Blattscheiden sind gelb-braun, manchmal purpurfarben überlaufen; sie sind nicht netzfaserig. Die dunkel-grünen Laubblätter sind 2 bis 3, selten bis zu 3,5 Millimeter breit und etwa gleich lang wie der Stängel.

### Generative Merkmale
Die Blütezeit reicht von März bis Mai. Die Heide-Segge ist eine Verschiedenährige Segge. Der Blütenstand ist mit einer Länge von 15 bis 30 Millimetern sehr kurz und enthält ein endständiges männliches Ährchen und ein bis drei weibliche Ährchen. Das unterste Hüllblatt ist 1 bis 2 Millimeter lang und trockenhäutig und am Grund verbreitert; es hat fast keine Scheide und überragt sein Ährchen in der Regel nicht. Das männliche Ährchen ist bei einer Länge von 10 bis 20 Millimetern sowie einem Durchmesser von 1,5 bis 3 Millimetern keulenförmig. Die weiblichen Ährchen sind kurz-eiförmig bis länglich-zylindrisch, dichtblütig, aufrecht und fast sitzend. Die Tragblätter der weiblichen Blüten sind bei einer Länge von etwa 2 Millimetern sowie einer Breite von 1 bis 1,5 Millimetern breit verkehrt-eiförmig mit stumpfem oberen Ende, dunkel-rotbraun und mit weißhäutigem Rand; ein Mittelstreifen fehlt, am Vorderende ist das Tragblatt häufig fransig bewimpert. Der Griffel trägt drei Narben. Die Tragblätter der männlichen Blüten sind 3 bis 4 Millimeter lang und am stumpfem oberen Ende ebenfalls bewimpert. Die Schläuche sind bei einer Länge von 2 bis 3 Millimetern sowie einem Durchmesser von etwa 1 Millimeter verkehrt-eiförmig bis kugelförmig, stumpf dreikantig und nach oben in einen sehr kurzen, etwas ausgerandeten Schnabel verschmälert; sie sind grau-grün und haben an den Kanten Nerven, sind aber sonst nervenlos.
Die Frucht ist bis zu 2 Millimeter lang, etwa 1 Millimeter breit, gelb- bis grau-braun mit helleren Kanten.
Die Chromosomenzahl beträgt 2n = 30 oder 60.

## Ökologie
Die Ausbreitung der Diasporen erfolgt durch Ameisen.

## Vorkommen und Artenschutz
Die Heide-Segge ist von Europa bis in die Mongolei verbreitet. Sie ist ein submeridional-montanes bis boreales, kontinentales Florenelement. In Europa kommt sie in fast allen Ländern vor und fehlt nur in Portugal, Irland, Island, Moldau, Nordmazedonien, Griechenland und in der Türkei. In Albanien ist die Ursprünglichkeit zweifelhaft. In Deutschland ist sie zerstreut, im Südwesten selten, im Nordosten verbreitet. In den Allgäuer Alpen steigt sie im Tiroler Teil zwischen Oberellenbogen und der Ellbognerspitze bis zu einer Höhenlage von 1540 Metern auf. Im Engadin erreicht sie am Piz del Fuorn 2890 Meter, am Oberrothorn bei Zermatt 3000 Meter.
Sie wächst in Mitteleuropa in subkontinentalen Heiden und trockenen Kiefernwäldern. Sie ist in Mitteleuropa eine Charakterart des Pyrolo-Pinetum aus dem Verband Cytiso-Pinion, kommt aber auch in Pflanzengesellschaften des Verbands Erico-Pinion, in den östlichen Gebieten auch des Verbands Genistion und in den Zentralalpen im Elynetum vor.
Die ökologischen Zeigerwerte nach Landolt et al. 2010 sind in der Schweiz: Feuchtezahl F = 2 (mäßig trocken), Lichtzahl L = 4 (hell), Reaktionszahl R = 3 (schwach sauer bis neutral), Temperaturzahl T = 3 (montan), Nährstoffzahl N = 1 (sehr nährstoffarm), Kontinentalitätszahl K = 5 (kontinental).
Die Heide-Segge gilt in Deutschland als „gefährdet“. So kommt sie in Baden-Württemberg besonders auf der Schwäbischen Alb und hier auf Wacholder-Schafweiden aus sandigen Dolomitverwitterungsböden vor. Sie ist durch Aufforstung und natürliche Bewaldung oft gefährdet. Auf diesen Standorten ist das Baumwachstum meist viel schlechter als auf normalen Kalkverwitterungslehmen. Nach Rudolf Hauff 1965 ist das auf eine Störung der Bodenbiologie zurückzuführen. Er fand auf solchen Standorten bei Fichtenaufforstungen starke Moderbildung mit Vorkommen von Moder-Orchideen und Wintergrüngewächsen. In der Schweiz gilt die Art als „potentiell gefährdet“.

## Taxonomie
Die gültige Erstveröffentlichung dieser Art erfolgte 1777 unter dem Namen Carex ericetorum durch Johann Adam Pollich in Historia Plantarum in Palatinatu Electorali, Band 2, Seite 580. Diese Art war schon von Johann Georg Daniel Leers 1775 als Carex montana in Flora herbornensis, Seite 716, Tafel 16, fig. 6 beschrieben und abgebildet worden, doch war dieser Name durch Carex montana von Carl von Linné schon für die Berg-Segge vergeben worden. Weitere Synonyme für Carex ericetorum Poll. sind: Carex approximata All., Carex ciliata Willd., Carex ericetorum var. alpicola Schur, Carex ericetorum var. approximata (All.) Nyman, Carex ericetorum subsp. approximata (All.) K.Richt., Carex ericetorum subsp. baicalensis Gorodkov ex V.I.Krecz., Carex ericetorum var. membranacea W.D.J.Koch, Carex ericetorum var. mollior Andersson, Carex ericetorum var. strictifolia Krylov, Carex membranacea Hoppe nom. illeg., Carex paradoxa J.F.Gmel.